# Illice abala
Illice abala là một loài bướm đêm thuộc phân họ Arctiinae, họ Erebidae.